# Індіан-Спрингс-Вілледж
Індіан-Спрингс-Вілледж (англ. Indian Springs Village) — місто (англ. town) в США, в окрузі Шелбі штату Алабама. Населення — 2481 особа (2020).

## Географія
Індіан-Спрингс-Вілледж розташований за координатами 33°21′40″ пн. ш. 86°44′49″ зх. д. / 33.36111° пн. ш. 86.74694° зх. д. (33.361189, -86.747019).  За даними Бюро перепису населення США в 2010 році місто мало площу 9,93 км², з яких 9,85 км² — суходіл та 0,07 км² — водойми.

## Демографія
Згідно з переписом 2010 року, у місті мешкали 2363 особи в 835 домогосподарствах у складі 710 родин. Густота населення становила 238 осіб/км².  Було 867 помешкань (87/км²).
Расовий склад населення:
| - 95,7 % — білих - 1,9 % — азіатів - 1,5 % — чорних або афроамериканців - 0,2 % — корінних американців |

До двох чи більше рас належало 0,6 %. Частка іспаномовних становила 0,9 % від усіх жителів.
За віковим діапазоном населення розподілялося таким чином: 24,8 % — особи молодші 18 років, 58,7 % — особи у віці 18—64 років, 16,5 % — особи у віці 65 років та старші. Медіана віку мешканця становила 47,4 року. На 100 осіб жіночої статі у місті припадало 102,5 чоловіків;  на 100 жінок у віці від 18 років та старших — 98,2 чоловіків також старших 18 років.
Середній дохід на одне домашнє господарство  становив 134 955 доларів США (медіана — 96 346), а середній дохід на одну сім'ю — 154 583 долари (медіана — 115 625). Медіана доходів становила 89 896 доларів для чоловіків та 53 250 доларів для жінок. За межею бідності перебувало 4,4 % осіб, у тому числі 2,5 % дітей у віці до 18 років та 2,9 % осіб у віці 65 років та старших.
Цивільне працевлаштоване населення становило 1042 особи. Основні галузі зайнятості: освіта, охорона здоров'я та соціальна допомога — 26,6 %, роздрібна торгівля — 15,6 %, науковці, спеціалісти, менеджери — 10,6 %, фінанси, страхування та нерухомість — 10,0 %.